# Mistrzostwa Czterech Kontynentów w Łyżwiarstwie Figurowym 2016
Mistrzostwa czterech kontynentów w łyżwiarstwie figurowym 2016 – 18. edycja zawodów rangi mistrzowskiej dla łyżwiarzy figurowych z Azji, Afryki, Ameryki oraz Australii i Oceanii. Mistrzostwa odbywały się od 25 do 31 stycznia 2016 roku w Tajpej.
Wśród solistów zwyciężył Kanadyjczyk Patrick Chan, natomiast wśród solistek triumfowała Japonka Satoko Miyahara. W konkurencji par sportowych złoto zdobyli Chińczycy Sui Wenjing i Han Cong, zaś w konkurencji par tanecznych tytuł wywalczyli Amerykanie Maia Shibutani i Alex Shibutani.

## Kwalifikacje
W zawodach mogli wziąć udział reprezentanci czterech kontynentów: Azji, Afryki, Ameryki oraz Australii i Oceanii, którzy przed dniem 1 lipca 2015 roku ukończyli 15 rok życia. W odróżnieniu od innych zawodów rangi mistrzowskiej w łyżwiarstwie figurowym, każdy kraj może wystawić 3 reprezentantów w każdej konkurencji, niezależnie od wyników osiągniętych przed rokiem.
Warunkiem uczestnictwa zawodników wytypowanych przez krajową federację jest uzyskanie minimalnej oceny technicznej (TES) na międzynarodowych zawodach ISU w sezonie bieżącym lub poprzednim. Punkty za oba programy mogą być zdobyte na różnych zawodach. ISU akceptuje wyniki, jeśli zostały uzyskane na międzynarodowych konkursach uznawanych przez ISU na co najmniej 21 dni przed pierwszym oficjalnym dniem treningowym mistrzostw.
| Minimalna ocena techniczna (TES) | Minimalna ocena techniczna (TES) | Minimalna ocena techniczna (TES) |
| Konkurencja                      | SP / SD                          | FS / FD                          |
| -------------------------------- | -------------------------------- | -------------------------------- |
| Soliści                          | 25                               | 45                               |
| Solistki                         | 20                               | 36                               |
| Pary sportowe                    | 20                               | 36                               |
| Pary taneczne                    | 19                               | 29                               |

## Kalendarium
- 18 lutego – taniec krótki, program krótki solistek i par sportowych,
- 19 lutego – taniec dowolny i program krótki solistów,
- 20 lutego – program dowolny par sportowych i solistek,
- 21 lutego – program dowolny solistów, pokazy mistrzów.

## Klasyfikacja medalowa
| L.p. | Reprezentacja     | Złoto | Srebro | Brąz | Razem |
| ---- | ----------------- | ----- | ------ | ---- | ----- |
| 1    | Stany Zjednoczone | 1     | 3      | 0    | 4     |
| 2    | Chiny             | 1     | 1      | 2    | 4     |
| 3    | Japonia           | 1     | 0      | 1    | 2     |
| 3    | Kanada            | 1     | 0      | 1    | 2     |

## Wyniki

### Soliści
| Poz. | Zawodnik                   | Reprezentacja     | Nota łączna | SP | SP    | FS | FS     |
| ---- | -------------------------- | ----------------- | ----------- | -- | ----- | -- | ------ |
| 1    | Patrick Chan               | Kanada            | 290,21      | 5  | 86,22 | 1  | 203,99 |
| 2    | Jin Boyang                 | Chiny             | 289,83      | 1  | 98,45 | 2  | 191,38 |
| 3    | Yan Han                    | Chiny             | 271,55      | 3  | 89,57 | 3  | 181,98 |
| 4    | Shōma Uno                  | Japonia           | 269,81      | 2  | 92,99 | 5  | 176,82 |
| 5    | Takahito Mura              | Japonia           | 268,43      | 4  | 89,08 | 4  | 179,35 |
| 6    | Keiji Tanaka               | Japonia           | 222,70      | 7  | 74,82 | 7  | 147,88 |
| 7    | Max Aaron                  | Stany Zjednoczone | 220,94      | 8  | 69,48 | 6  | 151,46 |
| 8    | Grant Hochstein            | Stany Zjednoczone | 216,34      | 6  | 75,79 | 10 | 140,55 |
| 9    | Michael Christian Martinez | Filipiny          | 211,59      | 9  | 69,15 | 9  | 142,44 |
| 10   | Kim Jin-seo                | Korea Południowa  | 201,43      | 12 | 65,13 | 11 | 136,30 |
| 11   | Kevin Reynolds             | Kanada            | 198,87      | 20 | 55,14 | 8  | 143,73 |
| 12   | Song Nan                   | Chiny             | 194,81      | 11 | 66,04 | 15 | 128,77 |
| 13   | Liam Firus                 | Kanada            | 194,02      | 14 | 61,81 | 13 | 132,21 |
| 14   | Ross Miner                 | Stany Zjednoczone | 191,12      | 17 | 58,27 | 12 | 132,85 |
| 15   | Julian Zhi Jie Yee         | Malezja           | 190,32      | 15 | 59,70 | 14 | 130,62 |
| 16   | Lee June-hyoung            | Korea Południowa  | 180,92      | 10 | 67,35 | 19 | 113,57 |
| 17   | Denis Margalik             | Argentyna         | 177,65      | 18 | 57,71 | 16 | 119,94 |
| 18   | Byun Se-jong               | Korea Południowa  | 176,15      | 16 | 58,30 | 17 | 117,85 |
| 19   | Brendan Kerry              | Australia         | 172,26      | 19 | 55,83 | 18 | 116,43 |
| 20   | Andrew Dodds               | Australia         | 161,47      | 13 | 61,88 | 21 | 99,59  |
| 21   | Tsao Chih-i                | Chińskie Tajpej   | 159,13      | 22 | 51,83 | 20 | 107,30 |
| 22   | Leslie Ip                  | Hongkong          | 152,29      | 21 | 54,81 | 22 | 97,48  |
| 23   | Harry Hau Yin Lee          | Hongkong          | 110,95      | 23 | 42,54 | 23 | 68,41  |

### Solistki

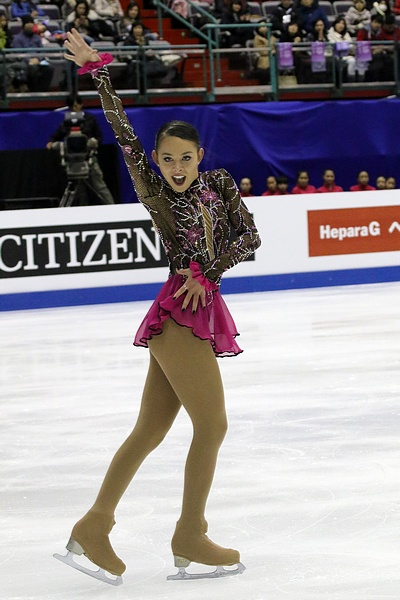
13. miejsce w konkurencji solistek Kailani Craine (AUS)

| Poz. | Zawodniczka        | Reprezentacja     | Nota łączna | SP | SP    | FS | FS     |
| ---- | ------------------ | ----------------- | ----------- | -- | ----- | -- | ------ |
| 1    | Satoko Miyahara    | Japonia           | 214,91      | 1  | 72,48 | 1  | 142,43 |
| 2    | Mirai Nagasu       | Stany Zjednoczone | 193,86      | 3  | 66,06 | 2  | 127,80 |
| 3    | Rika Hongo         | Japonia           | 181,78      | 4  | 64,27 | 5  | 117,51 |
| 4    | Park So-youn       | Korea Południowa  | 178,92      | 5  | 62,49 | 7  | 116,43 |
| 5    | Gracie Gold        | Stany Zjednoczone | 178,39      | 9  | 57,26 | 3  | 121,13 |
| 6    | Kaetlyn Osmond     | Kanada            | 175,63      | 11 | 56,14 | 4  | 119,49 |
| 7    | Kanako Murakami    | Japonia           | 175,12      | 2  | 68,51 | 13 | 106,61 |
| 8    | Choi Da-bin        | Korea Południowa  | 173,71      | 10 | 56,79 | 6  | 116,92 |
| 9    | Kim Na-hyun        | Korea Południowa  | 170,70      | 8  | 58,40 | 8  | 112,30 |
| 10   | Li Zijun           | Chiny             | 167,88      | 6  | 60,04 | 11 | 107,84 |
| 11   | Alaine Chartrand   | Kanada            | 165,73      | 7  | 59,71 | 14 | 106,02 |
| 12   | Karen Chen         | Stany Zjednoczone | 161,52      | 12 | 53,55 | 10 | 107,97 |
| 13   | Kailani Craine     | Australia         | 157,82      | 16 | 49,02 | 9  | 108,80 |
| 14   | Véronik Mallet     | Kanada            | 155,98      | 15 | 51,88 | 15 | 104,10 |
| 15   | Amy Lin            | Chińskie Tajpej   | 155,61      | 17 | 47,88 | 12 | 107,73 |
| 16   | Zhao Ziquan        | Chiny             | 147,79      | 13 | 53,24 | 16 | 94,55  |
| 17   | Brooklee Han       | Australia         | 135,75      | 14 | 52,80 | 17 | 82,95  |
| 18   | Michaela Du Toit   | Południowa Afryka | 121,12      | 19 | 45,18 | 18 | 75,94  |
| 19   | Zheng Lu           | Chiny             | 118,73      | 18 | 45,72 | 20 | 73,01  |
| 20   | Maisy Hiu Ching Ma | Hongkong          | 115,10      | 20 | 42,06 | 19 | 73,04  |
| 21   | Katie Pasfield     | Australia         | 95,78       | 22 | 34,63 | 21 | 61,15  |
| 22   | Thita Lamsam       | Tajlandia         | 89,56       | 21 | 38,91 | 22 | 50,65  |

### Pary sportowe
| Poz. | Zawodnicy                             | Reprezentacja     | Nota łączna | SP | SP    | FS  | FS     |
| ---- | ------------------------------------- | ----------------- | ----------- | -- | ----- | --- | ------ |
| 1    | Sui Wenjing / Han Cong                | Chiny             | 221,91      | 1  | 78,51 | 1   | 143,40 |
| 2    | Alexa Scimeca / Chris Knierim         | Stany Zjednoczone | 207,96      | 3  | 67,61 | 2   | 140,35 |
| 3    | Yu Xiaoyu / Jin Yang                  | Chiny             | 187,33      | 4  | 64,99 | 3   | 122,34 |
| 4    | Tarah Kayne / Daniel O’Shea           | Stany Zjednoczone | 182,02      | 7  | 59,72 | 4   | 122,30 |
| 5    | Lubow Iluszeczkina / Dylan Moscovitch | Kanada            | 179,67      | 5  | 61,97 | 5   | 117,70 |
| 6    | Marissa Castelli / Mervin Tran        | Stany Zjednoczone | 175,08      | 6  | 61,34 | 6   | 113,74 |
| 7    | Ryom Tae-ok / Kim Ju-sik              | Korea Północna    | 157,24      | 8  | 53,83 | 7   | 103,41 |
| 8    | Vanessa Grenier / Maxime Deschamps    | Kanada            | 148,82      | 10 | 50,07 | 8   | 98,75  |
| 9    | Sumire Sutō / Francis Boudreau-Audet  | Japonia           | 145,33      | 9  | 52,70 | 9   | 92,63  |
| WD   | Meagan Duhamel / Eric Radford         | Kanada            | DNF         | 2  | 71,90 | DNF | DNF    |

### Pary taneczne
| Poz. | Zawodnicy                                     | Reprezentacja     | Nota łączna | SD | SD    | FD | FD     |
| ---- | --------------------------------------------- | ----------------- | ----------- | -- | ----- | -- | ------ |
| 1    | Maia Shibutani / Alex Shibutani               | Stany Zjednoczone | 181,62      | 1  | 72,86 | 1  | 108,76 |
| 2    | Madison Chock / Evan Bates                    | Stany Zjednoczone | 174,64      | 4  | 67,05 | 2  | 107,59 |
| 3    | Kaitlyn Weaver / Andrew Poje                  | Kanada            | 173,85      | 2  | 72,42 | 4  | 101,43 |
| 4    | Madison Hubbell / Zachary Donohue             | Stany Zjednoczone | 172,29      | 3  | 69,36 | 3  | 102,93 |
| 5    | Piper Gilles / Paul Poirier                   | Kanada            | 162,19      | 5  | 63,92 | 5  | 98,27  |
| 6    | Élisabeth Paradis / François-Xavier Ouellette | Kanada            | 146,94      | 6  | 60,15 | 7  | 86,79  |
| 7    | Kana Muramoto / Chris Reed                    | Japonia           | 145,83      | 7  | 57,13 | 6  | 88,70  |
| 8    | Min Yura / Alexander Gamelin                  | Korea Południowa  | 138,42      | 9  | 55,23 | 8  | 83,19  |
| 9    | Wang Shiyue / Liu Xinyu                       | Chiny             | 135,57      | 8  | 56,49 | 10 | 79,08  |
| 10   | Lee Ho-jung / Richard Kang-in Kam             | Korea Południowa  | 128,27      | 11 | 47,46 | 9  | 80,81  |
| 11   | Rebeka Kim / Kiriłł Minow                     | Korea Południowa  | 122,69      | 13 | 44,69 | 11 | 78,00  |
| 12   | Emi Hirai / Marien de la Asuncion             | Japonia           | 117,06      | 12 | 47,09 | 13 | 69,97  |
| 13   | Zhang Yiyi / Wu Nan                           | Chiny             | 114,84      | 14 | 42,01 | 12 | 72,83  |
| 14   | Anastasija Chromowa / Daryn Żunusow           | Kazachstan        | 110,71      | 10 | 48,19 | 15 | 62,52  |
| 15   | Li Xibei / Xiang Guangyao                     | Chiny             | 103,75      | 15 | 39,64 | 14 | 64,11  |
| 16   | Matilda Friend / William Badaoui              | Australia         | 85,70       | 16 | 33,00 | 16 | 52,70  |